# Lampertheim (Germania)
Lampertheim è una città tedesca del Land dell'Assia.
Fa parte del circondario di Bergstraße.

## Amministrazione

### Gemellaggi
Lampertheim è gemellata con:
- Ermont, dal 1966
- Maldegem, dal 1967
- Wierden, dal 1967
- Adria, dal 1979
- Dieulouard, dal 1993
- Świdnica, dal 2006